# ワーナー・ヴォゲルス
ワーナー・ハンズ・ピーター・ヴォゲルス（Werner Hans Peter Vogels、1958年10月3日 - ）はAmazon.comの最高技術責任者兼副社長であり、社内での技術革新の推進を担当している。ヴォゲルスは内外で幅広い責任を負っている。

## 教育
ヴォゲルスは「The Hague University of Applied Sciences」でコンピューター科学を学び1989年に終えた
。
ヴォゲルスはオランダのアムステルダム自由大学でヘンリー・バルとアンドリュー・タネンバウムの指導の下、コンピューター科学で博士号を取得した
。

## 経歴

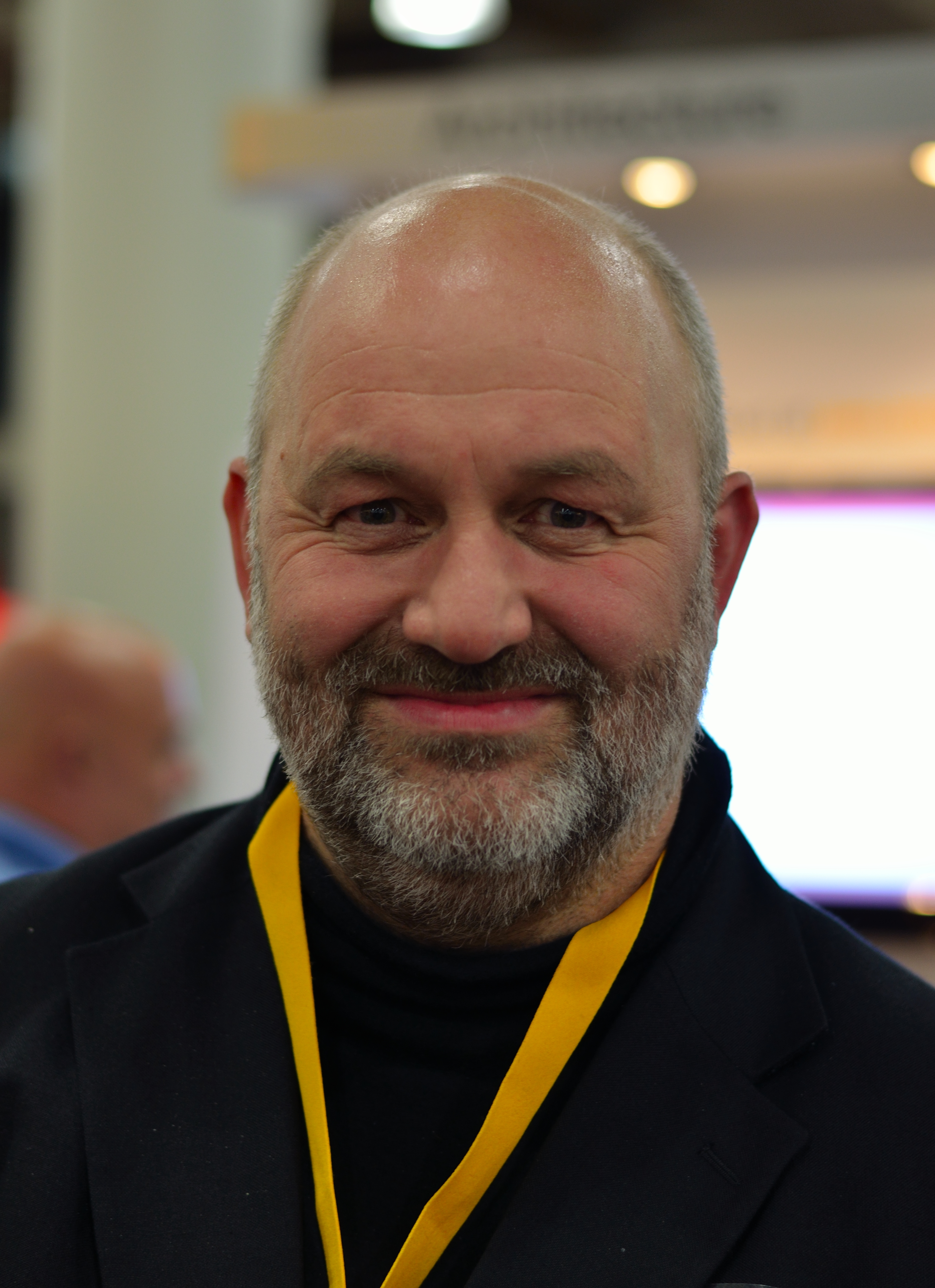
2013年のAWSサミットでのワーナー・ヴォゲルス - NYC

1991年から1994年を通して彼はポルトガルのポルトのINESC TECで上級研究員だった。
1994年から2004年までヴォゲルス博士はコーネル大学のコンピューター科学部の調査研究員だった。彼は主にスケーラブルで信頼性のある企業の業務システムについて研究していた。彼は多数の会議と雑誌記事の著者であり、著作は主にエンタープライズコンピューティング向けの分散コンピューティング技術についてだった。
彼はケネス・バーマンとロバート・バン・レネッセと共に1997年に「Reliable Network Solutions, Inc. 」と呼ばれる企業を共同で創業した。その企業はコンピューターネットワークリソースの監視とマルチキャストプロトコルの米国特許を保持していた。1999年から2002年を通じて、彼は企業の最高技術責任者と副社長を務めた。
彼は2004年9月にアマゾンにシステム研究の役員として入社した。彼は2005年1月に最高技術責任者として指名され、その年の3月に副社長にも任命された。
ヴォゲルスは「スケーラブルで堅牢な分散システムの構築」に焦点を当てたブログを運営しており、ブログは2001年にコーネル大での科学者時代に始めた。 当初は彼の研究の早期結果を議論するために使用されていたが、アマゾンに入社して以降は、ブログの性質は一般的な技術と産業についての文書でより製品指向になった。
アマゾンショッピングカート向けのストレージエンジンであるアマゾンのダイナモについての記事でAmazonのインフラストラクチャの動作の深い技術的性質を説明した。彼は一般的にウルトラ・スケーラブルシステムのトップ専門家とみなされており、彼はブログで結果整合性などの問題をコミュニティーに教えていた。
2008年にヴォゲルスがアマゾンのクラウドコンピューティング事業に進出したAmazon Web Services (AWS)の影にいる設計者の一人だということが明らかになった。その年の間に、ヴォゲルスは切れ目なくクラウドコンピューティングとAWSとそれらの業界へのメリットを売り込み続けた。

## 賞
Information Week はヴォゲルスを2008年の年間最優秀CIO/CTOでクラウドコンピューティングで教育的かつ促進的な役割を担ったとして表彰した。受賞に付随するインタビューでヴォゲルスはアマゾンでの彼の勤務経験の一部詳細を語った。
2009年の「Media Momentum Personality of the Year」を含む賞も受賞した。2010年にReadWriteWebの読者が「クラウドの最も影響力のある役員」に投票したところ、ヴォゲルスが2桁以上のスコア差をつけ選ばれた
。
ヴォゲルス博士は「TechTarget」により2010、 2011、 2012年にクラウドコンピューティングのリーダーTOP10に選ばれた 。2012年のWiredのクラウドインフルエンサーと思考力のあるリーダーTOP10にランクインした。
2014年の6月20日、ヴォゲルス博士は「イノベーションへの貢献や起業家へのサポートで米国とオランダの経済関係に大きく貢献した」として初開催の「Holland on the Hill Heineken Award」を受賞した。賞の一部でヴォゲルス博士は「アマゾンのイノベーション-全員が彼らの夢を追えるようにする」と題した講演をCannon House Office Building内のコーカスルームで行った。
2014年の「ExecRank」がヴォゲルス博士をナンバーワンの最高技術責任者として位置づけた。

## 私生活
ヴォゲルスはネーデルランド・ハーモニー交響楽団の元ミュージシャンのアネットと結婚した。彼らはローラとキムの二人の娘を授かり二人ともイギリスのロンドンでドラマと演劇を学び、終わった後はニューヨークに移住した。